# Roma Valle Aurelia
Roma Valle Aurelia (wł: Stazione di Valle Aurelia) – przystanek kolejowy w Rzymie, w regionie Lacjum, we Włoszech. Znajdują się tu 2 perony.
Stacja znajduje się na wiadukcie. Znajdują się tu automaty biletowe.